# Parafia Narodzenia Najświętszej Maryi Panny w Zarzeczance
Parafia Narodzenia Najświętszej Maryi Panny w Zarzeczance – rzymskokatolicka parafia znajdująca się w Zarzeczance, w diecezji grodzieńskiej, w dekanacie Sopoćkinie, na Białorusi. Opiekę duszpasterską nad parafią sprawują ojcowie oblaci.

## Historia
W 1526 we wsi zwanej wówczas Ballą Kościelną powstała samodzielna parafia prawosławna. W początkach XVII w. parafianie przyjęli unię brzeską i przeszli na katolicyzm we wschodnim obrządku. Nie powołano parafii unickiej w Balli Kościelnej. Istniała jednak cerkiew. W 1875 władze carskie nakazały unitom konwersję na prawosławie. Ludność jednak potajemnie zachowała katolicyzm. Po 1905, gdy car Mikołaj II wydał dekret o tolerancji religijnej, ludzie masowo przechodzili na katolicyzm w rycie rzymskim (jako że nie istniał już Kościół unicki). W 1914 w całej parafii prawosławnej pozostało jedynie kilkadziesiąt osób.
31 marca 1927 biskup łomżyński Stanisław Kostka Łukomski wydał dekret erygujący z dniem 1 kwietnia 1927 parafię w Balli Kościelnej. W tym też roku rozpoczęto budowę kościoła, który został ukończony i poświęcony w 1937.
W 1947 proboszcz ks. Antoni Barszczewski został zmuszony do wyjazdu w nowe granice Polski. Następnie dojeżdżali tu księża z Adamowicz i Podłabień. W 1962 kościół został zamknięty przez komunistów. Wierni zbierali się na modlitwę przy świątyni. W 1970 władze postanowiły w świątyni umieścić magazyn kołchozowy. Mieszkańcy w proteście nie przychodzili do pracy w kołchozie. O buncie informowały Radio Wolna Europa i podziemne wydawnictwa opozycyjne w ZSRS. W wyniku protestu władze wycofały się z planów i uprzątnęły kościół z wysypanego w nim łubinu. Później zezwolono wchodzić do kościoła po opłaceniu podatku.
4 lutego 1989 wierni rozpoczęli remont kościoła, który został uroczyście otwarty 13 września 1989.